# Melbourne Grand Prix Circuit

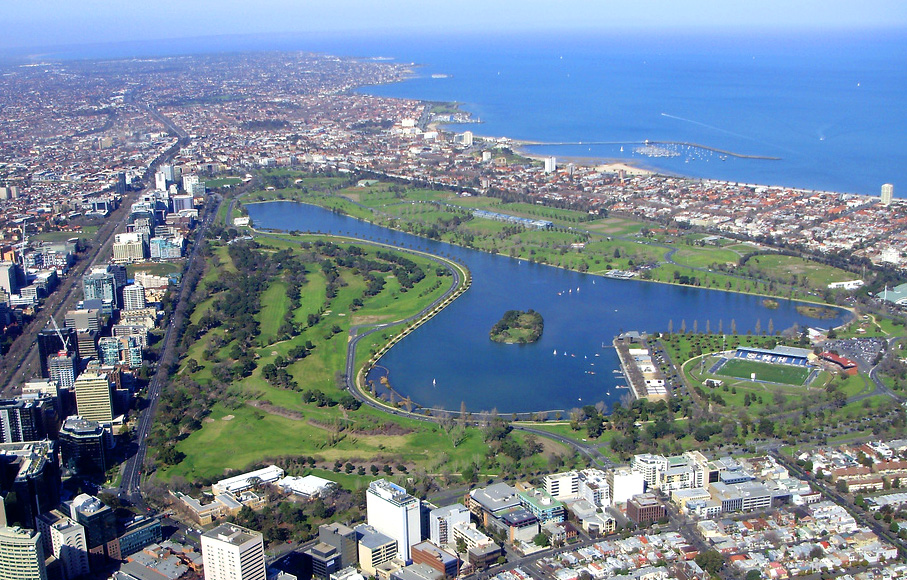
Az Albert Park madártávlatból

A  Melbourne Grand Prix Circuit egy autóverseny-pálya Melbourne-ben, Ausztráliában. A versenypálya a belvárostól néhány kilométerrel délre található Albert Parkban fekszik, egy mesterségesen létrehozott tó körül. A pálya nagy része közút, egy évben mindössze egyszer zárják le az ausztrál nagydíj hétvégéjére.
1996 óta rendezik meg itt a Formula–1 ausztrál nagydíjat, melyet ezelőtt (1985 és 1995 között) Adelaide-ben tartottak. Korábban, az 1950-es években is otthont adott néhány versenynek az Albert Park, 1953-ban és 1956-ban itt rendezték a Formula–1-es világbajnokságba még nem beletartozó ausztrál nagydíjat. 2007 előtt egyike volt azon kevés pályáknak, amelyek közelében nagy mennyiségű víz van. Azóta számos új pályát építettek víz mellé, például Valenciában, Szingapúrban és Abu-Dzabiban.
A pálya lapos területre épült, kevés igazi egyenes található rajta. Hosszúsága 5,303 km, a bokszutca hossza pedig 280,1 méter. A 2001-es versenyen meghalt egy pályamunkás, Graham Beveridge, miután egy, a Jacques Villeneuve autójáról leszakadt gumiabroncs eltalálta.

## Egy kör egy F1-es autóban
A pilóták a kört egy DRS-zónával kezdik. Az 1-es, azaz a Brabham kanyar jobbosa után egy gyors balossal, a Jones kanyarral folytatják a kört. Következik a 2. DRS-zóna. Az egyenes végén egy kb. 90°-os jobbossal találkoznak a pilóták, amit a 4-es kanyar követ, amit maximum egy kis beleemeléssel vesznek be a modern F1 autók. Az 5-ös, vagyis a Whiteford kanyar után elérkezünk az 1. szektor végéhez. A 6-os 7-es sikán után a gyors jobboshoz, a 8-os kanyarhoz érkezünk. A pálya 3. DRS-zónája után a gázról továbbra sem szállnak le a pilóták, hiszen a számozatlan gyors irányváltás is padlógáz. A 2. szektor végéhez érkezve A 9-es 10-es sikán következik, ami szintén majdnem padlógáz. A 4. DRS-zóna után pedig elérjük a 11-es kanyart, ami a derékszögnél kicsivel nagyobb. Az Ascariról elnevezett jobbos után átmehetünk a 12-es, Stewart és a pálya leglassabb, 13-as, Prost kanyarján. A 14-es, utolsó kanyarral pedig megkezdjük a menetelést a célvonal felé az utolsó (egyben az első) DRS-zónával.

## Képek
|  |  |  |